# Ferdinand Bordewijk
Ferdinand Bordewijk (Amsterdam, 10 ottobre 1884 – L'Aia, 28 aprile 1965) è stato un avvocato e scrittore olandese, formatosi nell'ambiente letterario della rivista "Forum", autore di romanzi e racconti, oltre a poesie, drammi, critiche letterarie.

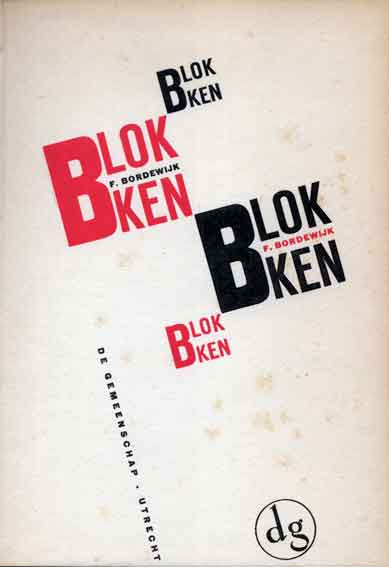
Blokken (Blocchi) (1931)

Il primo lavoro pubblicato dell'autore fu un volume di poesie, intitolato Paddestoelen (Funghi), sotto lo pseudonimo di Ton Ven. Il lavoro non fu particolarmente apprezzato.
Tra le sue opere più famose: Blocchi (1931); Aurora boreale (1948); La cartella (1958); Notizie di lontano (1961). Il racconto distopico Blocchi rimane sino ad oggi (gennaio 2012) l'unica opera dell'autore neerlandese tradotta in italiano insieme a Carattere bastardo, dal quale è stato tratto il film Character - Bastardo eccellente di Mike van Diem (vincitore dell'Oscar per il miglior film straniero nel 1997).
Dopo la seconda guerra mondiale fu presidente della "Ereraad voor Letterkunde", una consulta incaricata di esaminare i casi di scrittori collaborazionisti, in vista dell'eventuale divieto di pubblicare.

## Opere pubblicate in Italia
- Blocchi (1931), a cura di Antonio Gnoli e Franco Volpi, Bompiani, Milano, 2002 ISBN 88-452-5151-9
- Carattere bastardo (1938), traduzione C. Di Palermo, Scritturapura Casa Editrice, Asti, 2016